# Challengertief

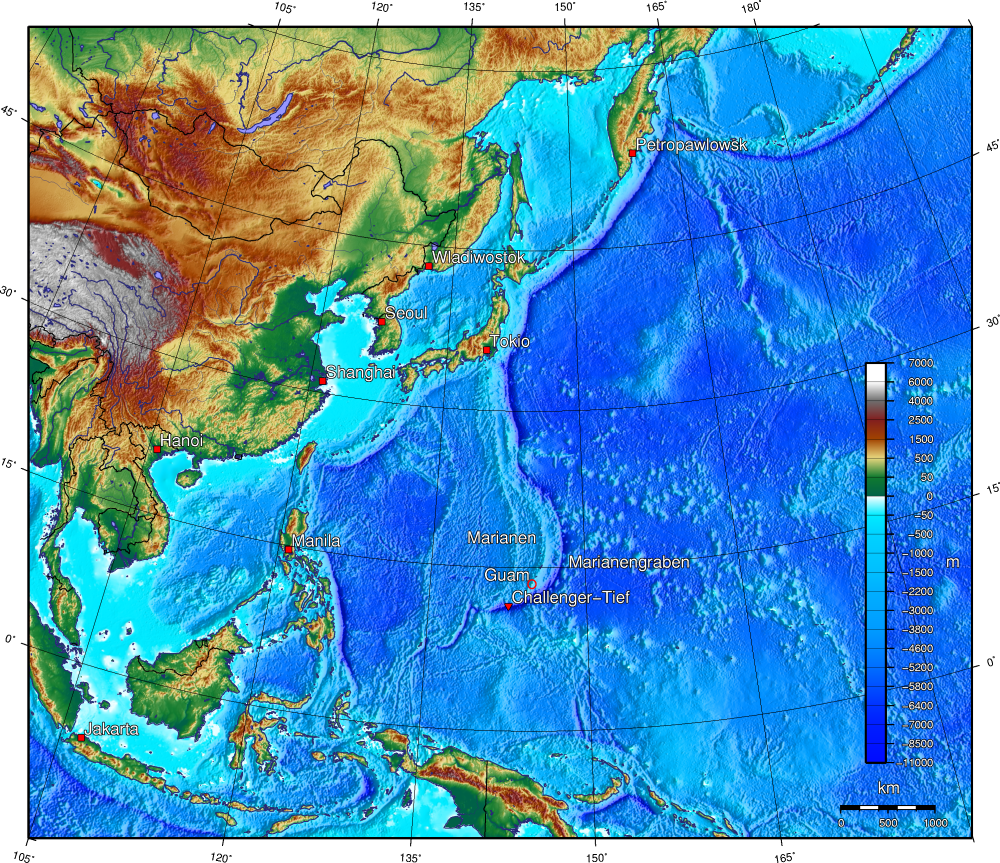
Der Marianengraben im Pazifik, vor 2009

Das Challengertief ist ein Meerestief im Marianengraben im Pazifischen Ozean, etwa 200 Seemeilen südwestlich der Insel Guam. Echolot-Messungen von 2010 ergaben einen vorläufigen Wert von 10.994 ± 40 Metern Meerestiefe, in einer revidierten Auswertung wurden 2014 die Messungen von 2010 auf 10.984 ± 25 Meter präzisiert.
Das Tief ist, als Teil des westlichen Marianengrabens, entstanden durch die Subduktion der pazifischen Platte unter die Philippinische Platte. Die besondere Tiefe an dieser Stelle könnte damit zusammenhängen, dass die subduzierte Platte hier etwas von der Subduktionszone selbst abgerückt ist. Das Challengertief liegt etwas südlich der eigentlichen Subduktionszone.

## Geographie
Etwa 1.800 km östlich der Philippinen befindet sich das Challengertief im südwestlichen Teil des Marianengrabens, einer Tiefseerinne im westlichen Pazifik. Es liegt etwa 300 km südwestlich der Insel Guam, einer Insel der Marianen, die zu den mikronesischen Inseln gehören, etwa bei 12° nördlicher Breite und 143° östlicher Länge.
Seit seiner Entdeckung ist das Tief mehrfach mit hoher Präzision vermessen worden. Es handelt sich demnach beim Challengertief um ein grob Ost-West (Ostnordost – Westsüdwest) orientiertes, langgestrecktes Becken, das aus drei voneinander getrennten, teilweise sedimentgefüllten Teilbecken besteht. Die drei Teilbecken sind jeweils sechs bis zehn Kilometer lang und etwa zwei Kilometer breit. In jedem der drei Teilbecken ist der Meeresgrund tiefer als 10.850 m. Die präzise Lage der tiefsten Stelle in dieser langgestreckten Struktur ist seit langer Zeit aufgrund widersprüchlicher Messergebnisse umstritten, dies gilt sogar für die Frage, in welchem der drei Tröge sie liegt. Die früheren Messungen der HMS Challenger und der berühmte erste bemannte Tauchgang durch das Unterseeboot Trieste konzentrierten sich auf das westliche der Becken (die genaue Struktur war damals aber noch unbekannt). Spätere Messungen durch das japanische Forschungsschiff Kairei favorisierten das östliche Teilbecken. Bei einer Neumessung 2021, mit sorgfältiger Nachkalibrierung der publizierten älteren Messungen, wurde die Lage des tiefsten Punkts im östlichen Teilbecken bestätigt, die präzise Tiefe ist aber nach wie vor umstritten, da mehrere gut abgesicherte Messungen im selben Gebiet verschiedene Resultate erbrachten.

## Geschichte
Bereits im Jahr 1951 wurde im Marianengraben von der Besatzung des englischen Vermessungsschiffs Challenger mittels Echolot eine Meerestiefe von 10.899 m ermittelt (per Drahtlotung waren es 10.863 m); dieser Stelle gab man den Namen „Challengertief“.
Am 23. Januar 1960 tauchten Jacques Piccard und Don Walsh als erste Menschen im eigens dafür ertüchtigten Tauchboot Trieste auf den Grund des Tiefs. Das Unternehmen, „Projekt Nekton“ genannt, war möglich durch die Unterstützung der US Navy, die im nahen Guam einen Marinestützpunkt betrieb. Die Trieste erreichte im Challengertief bei gemessenen 6.300 Faden bzw. 37.800 Fuß den Meeresboden, dieser Messwert wurde später auf 5966 Faden bzw. 35.800 Fuß (umgerechnet 10.911,84 Meter) rekalibriert (die Neuberechnung war notwendig, um Einflüsse der variablen Salinität, einer Gravitationsanomalie, Temperatur und Drücke mit einzubeziehen). Obwohl das Messgerät nicht erhalten und die Rekalibrierung im Detail nicht dokumentiert ist, gilt die Tiefenangabe, nach späteren Messungen des von der Trieste erreichten Meeresgrunds im westlichen der drei Teilbecken des Challengertiefs, bis heute als plausibel.
Das unbemannte japanische Tauchboot Kaikō sammelte dort im März 1995 Sedimentproben und bestimmte eine Tiefe von 10.911 m.
Am 31. Mai 2009 erreichte der ebenfalls unbemannte Tauchroboter Nereus der Woods Hole Oceanographic Institution (WHOI) in Massachusetts das Challengertief und entnahm Bodenproben. Der dort vorgefundene Schlamm besteht zum allergrößten Teil aus Foraminiferen. Bei diesem Tauchgang wurde eine Tiefe von 10.902 m angezeigt.
Zwei Jahre später, am 7. Dezember 2011, veröffentlichten Forscher um Jim Gardner von der University of New Hampshire Ergebnisse des Tauchgangs eines Unterwasserroboters, bei dem mittels Schallwellen eine Tiefe von 10.994 Metern ermittelt worden war. Das Ergebnis sei bis auf 40 m genau.
Vier Gruppen arbeiteten unabhängig voneinander daran, wieder ein bemanntes Boot zum Grund des Challengertiefs zu schicken. Das Rennen gewann am 26. März 2012 der Filmmacher James Cameron, der mit der Deepsea Challenger als erster Mensch alleine und als dritter Mensch überhaupt den Grund erreichte.
Zwischen dem 28. April 2019 und dem 5. Mai 2019 wurden mit dem Tauchboot Limiting Factor vier Tauchgänge im Challengertief absolviert. Am 28. April 2019 erreichte Victor Vescovo die neue Rekordtiefe von 10.928 m und bei einem weiteren Solotauchgang am 1. Mai 2019 10.927 m.
Beim dritten Tauchgang, ebenfalls auf 10.927 m, waren der Kanadier Patrick Lahey als Pilot und der Deutsche Jonathan Struwe als Vertreter der Klassifikationsgesellschaft DNV GL an Bord. Dieser Tauchgang diente zum finalen Nachweis der Einsatztauglichkeit des Tauchbootes auch in der größtmöglichen Wassertiefe. Beim vierten Tauchgang war noch einmal Patrick Lahey am Steuer des Tauchfahrzeugs. Begleitet wurde er von dem Engländer John Ramsey, dem Chefkonstrukteur des Tauchboots.
Am 7. Juni 2020 erreichte Kathryn D. Sullivan, zusammen mit Victor Vescovo, als erste Frau das Challengertief.
Am 10. Oktober 2020 brachen die beiden Schiffe Tan Suo Yi Hao und Tan Suo Er Hao zum Marianengraben auf, um das chinesische Tiefseetauchboot Fendouzhe in den größtmöglichen Wassertiefen zu erproben. Bis zum 28. November 2020 wurden dreizehn Tauchgänge im Marianengraben durchgeführt. Davon führten acht in Tiefen von mehr als 10.000 m. Am 10. November 2020 wurde in 10.909 m Tiefe der Grund im Challengertief erreicht.

## Witjastief: Tiefste bekannte Stelle der Weltmeere?

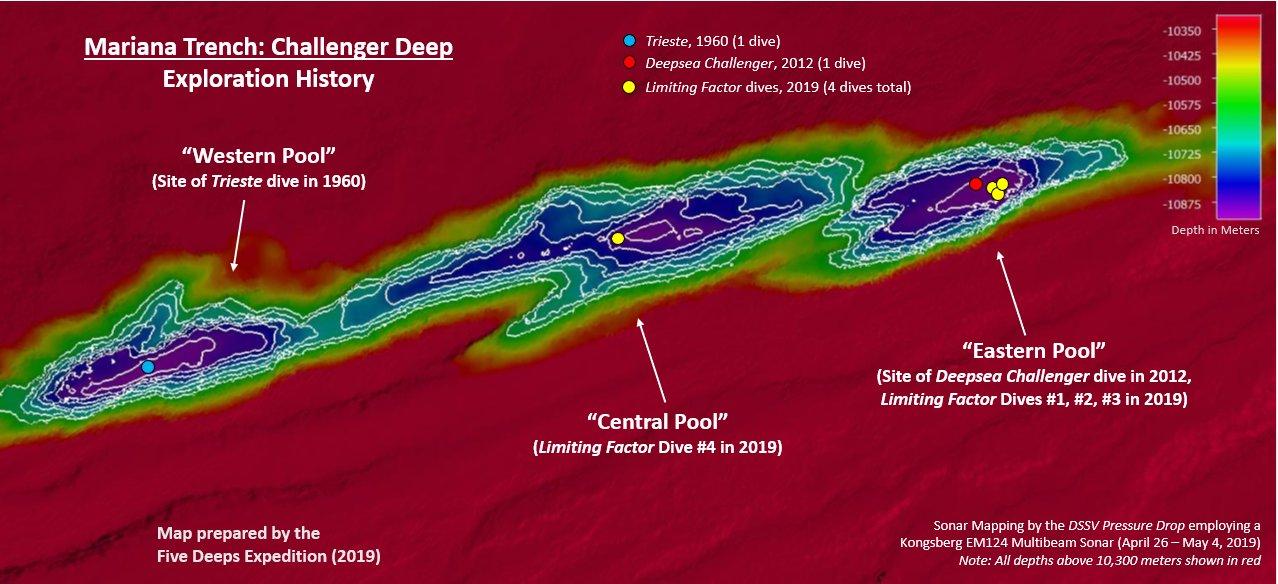
Die drei tiefen Bereiche des Challengertiefs

Bei der Forschungsfahrt der Witjas im Marianengraben zum Internationalen Geophysikalischen Jahr im Jahr 1957 wurde mit Messinstrumenten eine Tiefe von 10.200 m erreicht. Anhand der Messungen per Echolot wurde mit empirisch hergeleiteten Berechnungen ein Profil berechnet, dessen tiefste Stelle mit 11.034 ± 50 m im westlichen Abschnitt des Challengertiefs errechnet wurde. Diese Messung wurde als Witjastief 1 in viele Werke als tiefste Stelle der Erdoberfläche übernommen. Spätere Messungen im selben Gebiet konnten diese Messung allerdings nicht reproduzieren, so dass heute in der Regel von einem Messfehler ausgegangen wird. Der tatsächliche Maximalwert wurde nach einer Messung im Dezember 2014 nun auf 10.983 ± 6 m im Zentralteil des Tiefs (und damit in derselben Größenordnung) abgeschätzt. Bei keiner der zahlreichen neuen Messungen seit 1957 wurde, weder an der bei der Witjas-Mission beprobten noch an irgendeiner anderen Stelle, ein neuer Messwert gefunden, der die 11.000-Meter-Marke überschritten hätte.